# Marchand de rêves
Pour plus de détails, voir Fiche technique et Distribution.
Marchand de rêves (titre original : L'uomo delle stelle) est un film italien réalisé par Giuseppe Tornatore, sorti en 1995. 
Le film fut nommé à l'Oscar du meilleur film en langue étrangère. Ce film est l'antithèse de Cinema Paradiso tourné par le même réalisateur. Là où dans Cinema Paradiso, Giuseppe Tornatore évoquait l'enchantement du cinéma, il montre dans Marchand de rêves le cinema sous un aspect négatif, intrinsèquement mensonger. Les deux films ont aussi en commun de se dérouler au même endroit (la Sicile) et à la même époque (les années 50).

## Synopsis
En 1953, Joe Morelli arnaqueur de génie, sillonne la Sicile à la recherche de nouveaux talents. Pour 1500 lires, Joe tourne des bouts d'essai et promet tout : gloire, richesse, amour, ... L'homme de cinéma « filme » tous les Siciliens : mafieux, communistes, paysans, employés municipaux, carabiniers... Tous se racontent et s'exaltent devant la caméra qui en réalité ne fonctionne pas... Seule une jeune Italienne, Beata prendra dans ses filets le « marchand de rêves » à son propre jeu, pour en faire, malgré lui, un autre homme ...

## Fiche technique
- Titre : Marchands de rêves
- Titre original : L'uomo delle stelle
- Réalisation : Giuseppe Tornatore
- Scénario : Giuseppe Tornatore et Fabio Rinaudo
- Photographie : Dante Spinotti
- Montage : Massimo Quaglia
- Musique : Ennio Morricone
- Décors Nello Giorgetti, Salvatore Saito
- Costumes Beatrice Bordone
- Casting : Marco Guidone
- Producteurs : Vittorio Cecchi Gori, Mario Cotone et Rita Rusic
- Sociétés de production : Cecchi Gori Group, Tiger Cinematografica, RAI
- Sociétés de distribution : Cecchi Gori Distribuzione (Italie), AFMD (France)
- Pays d'origine :  Italie
- Langues : Italien, Sicilien, Espagnol
- Genre : Film dramatique
- Durée : 113 minutes
- Date de sortie :  1995

## Distribution
- Sergio Castellitto : Joe Morelli
- Tiziana Lodato : Beata
- Franco Scaldati : Mastropaolo
- Leopoldo Trieste : Mute